# 妹川華
妹川 華（いもかわ はな、1989年2月18日 - ）は、日本の女性ファッションモデル、タレントである。水瓶座、福岡県出身。血液型O型。

## 所属事務所遍歴
スターダストプロモーション → ファンタスタープロモーション

## 出演作品

### テレビ
- エンタdeパンチ（エンタ!371）第5回ゲスト
- ばりすご☆ボイガー7（（2002年 - 2004年、TVQ九州放送）
- 妹川華のニュージーランド留学紀行（スカパーBB!）

### 雑誌
- ピチレモン（2000年 - 2005年、学研）専属モデル
- ピュアピュア
- ホットドッグ・プレス
- 月刊ダイバー

### スチール
- ポピュラ（タカラ）
- ピエクレール（グンゼ）

### ラジオ
- サタピチ（ゲスト）

### ミュージカル
- アニー（2005年）ダフィ 役
- 葉っぱのフレディ（2006年・2007年）アン 役
- 赤ひげ（2009年）天野まさを 役
- 哀しみのキッチン　〜横浜キッドブラザース〜（2010年）はな 役
- 真夏の夜の夢 ヘレナ 役

### 舞台
- 美しいこと（2010年）
- 贋作 舞姫（2011年、浅草東洋館）ヒロイン：エリス 役
- 下北沢 Beatle Week （2011年、小劇場楽園）
- ザ・デッド・エンド（2011年、博品館劇場）矢田部千那 役
- 裁判長!ここは懲役4年でどうすか（2012年、全労済ホール スペース・ゼロ）
- 神様の贈り物（2012年）タイニイアリス 役
- 大家族ゲーム（2013年）

### その他
- フジテレビお台場冒険王イメージガール（snappeas）（2003年）
- あ〜夏休み　（snappeas）CD・DVDリリース（TUBEカバー曲）
- 舞台「美しいこと」主題歌「美しい奇跡」リリース（2011年）
- 舞台「美しいこと」DVDリリース（2010年,2011年）
- 「東京Ø区」 produced by 松井五郎（2012年）
- 渋谷FM 〜はな巡り〜コーナー